# Aljoscha Rompe
Arthur Alexander „Aljoscha“ Rompe (* 20. Oktober 1947 in Berlin-Buch; † 23. November 2000 in Berlin-Prenzlauer Berg) war ein deutsch-schweizerischer Punkmusiker, Sänger und Gründer der 1983 entstandenen DDR-Punkband Feeling B.

## Leben und erste musikalische Schritte
Aljoscha Rompes Mutter, eine Dolmetscherin, emigrierte kurz vor seiner Geburt mit ihrem Vater Arthur Baumgarten aus der Schweiz nach Ost-Berlin. Geboren wurde Rompe als Arthur Alexander Jessen, sein leiblicher Vater war der Schweizer Schauspieler Jörn Jessen (Kübler). Von dessen Existenz soll Aljoscha Rompe – seiner Tante zufolge – gewusst haben, Jessen/Kübler habe aber zu seinem Sohn keinen Kontakt gepflegt und für ihn auch keine Alimente gezahlt. Andere Quellen sprechen davon, dass Rompe von seinem leiblichen Vater erst nach dessen Tod im Jahr 1975 erfahren habe.
Aljoscha Rompes Mutter ließ sich im Winter 1947/48 von Jessen/Kübler scheiden und heiratete in Ost-Berlin den damaligen Physikprofessor und Direktor des II. physikalischen Instituts an der Humboldt-Universität, Robert Rompe. Aljoscha, der seinen Spitznamen von Robert Rompes aus Russland stammender Mutter erhielt, wurde von seinem Stiefvater am 21. August 1954 adoptiert und wuchs privilegiert als SED-Funktionärskind in Berlin-Johannisthal und später Berlin-Köpenick auf. Nach Angaben des Buchautors und DDR-Musikexperten Ronald Galenza war Gregor Gysi in Kindertagen ein Spielfreund. Im Verlauf der Ehe seiner Mutter mit Robert Rompe bekam Aljoscha Rompe vier Halbgeschwister.
Rompe wechselte nach Grundschuljahren in Berlin-Johannisthal und dem Besuch der Polytechnischen Oberschule in Berlin-Köpenick zur Erweiterten Oberschule Alexander von Humboldt in Berlin-Köpenick. Dort machte er in den Jahren 1962 bis 1966 zunächst Abitur und absolvierte anschließend eine Elektromechanikerausbildung. Von 1967 bis 1971 studierte er an der Humboldt-Universität in Ost-Berlin Physik und schloss das Studium mit einem Diplom ab. Ein Studienkollege und Freund war der spätere Schauspieler Henry Hübchen, ein anderer der spätere DDR-Bürgerrechtler und Grünen-Politiker Carlo Jordan. Letzterem zufolge zog es Rompe nach seiner Armeezeit – dieser war von 1971 bis 1973 Kraftfahrer bei der Nationalen Volksarmee in Frankfurt/Oder – im Jahr 1974 in den Berliner Bezirk Prenzlauer Berg. Er bezog dort eine kleine Wohnung an der Metzer Straße 14, indem er sie besetzte. Er hatte von 1971 bis 1974 als Problemanalytiker an der Bauakademie der DDR (DBA) gearbeitet, dann aber gemeinsam mit anderen gekündigt; Jordan zufolge aus politischen Gründen, laut Rompes Tante, weil er mit zahlreichen Kollegen in ein Großraumbüro ziehen sollte und dies ablehnte.
Um der in der DDR geltenden Arbeitspflicht nachzukommen, nahm er Nebenjobs an. Er arbeitete zeitweise als Kellner in Gastronomien auf der Ostseeinsel Hiddensee, unter anderem 1974, 1975 und 1979 in der Gaststätte Zum Klausner, 1978 nach eigenen Angaben als Tellerwäscher in der Inselbar. Auf Hiddensee lernte er beim abendlichen Strandtreff Musiker wie Michael Stappenbeck kennen, Letzterer war später in der Band der DDR-Sängerin Chris Doerk und bei Winni 2 aktiv. Zudem wurde er von seinem Stiefvater Robert Rompe an der Akademie der Wissenschaften der DDR (AdW) als Privatsekretär beschäftigt oder zeichnete auf Honorarbasis für einen Professor der Humboldt-Uni Vogelstimmen auf.
Direkten Zugang zur Musikszene bekam Aljoscha Rompe, als er ab 1974 begann, als Tontechniker und Fahrer für Musikbands wie Faible, Vulcan, Monokel, Drudenfuß und Anfang der Achtzigerjahre für Mondie zu arbeiten.
Er gründete in den Siebzigerjahren eine Sessionband namens Feeling 14, die seinem späteren Feeling-B-Kollegen Paul Landers zufolge nach ihrer Heimat, Rompes Wohnung in der Metzer Straße 14, benannt war und Bongo- und Akustikmusik spielte. Landers zufolge stammen die Texte späterer Feeling-B-Songs wie Hopla He und Mix mir einen Drink noch aus dieser Zeit und wurden von Feeling B nur musikalisch neu aufbereitet. Auch der Text von Du wirst den Gipfel nicht erreichen entstand nach Darstellung von Rompes damaligen Wegbegleitern bereits in dieser Lebensphase.
Nachdem Rompe durch den Wechsel seiner Staatsangehörigkeit (siehe Kapitel Schweizer Staatsbürgerschaft) im Jahr 1980 plötzlich Reisefreiheit genoss, verbrachte er laut Carlo Jordan zwei Jahre weitgehend im Ausland. Er besuchte diesem zufolge westliche Länder wie Amerika, wo er ein halbes Jahr blieb, aber auch Skandinavien, Griechenland, Frankreich und Italien. Er arbeitete phasenweise auch im Westteil Berlins, unter anderem als Fahrer beim Otto-Versand, als Arbeiter auf dem Bau und versuchte sich als Buttonverkäufer und Reisebürobetreiber. Während dieser Phase lebte er unter der Woche in besetzten Häusern in Berlin-Kreuzberg. Er verlagerte jedoch nach dieser Zeit seinen Lebensmittelpunkt in die DDR zurück. Dies begründete er Freunden wie Jordan gegenüber damit, dass viele Menschen im Westen nur „herumhingen“, während die Leute im Osten kreativer und eher für Projekte zu begeistern seien.
Seine eher ablehnende Haltung zum Kapitalismus als Wirtschafts- und Gesellschaftsordnung und zur Lebenshaltung der Menschen in Westdeutschland brachte Rompe bis zu seinem Tod im Jahr 2000 immer wieder in zahlreichen Interviews zum Ausdruck.

### Feeling B
Im März 1983 gründete Rompe die Gruppe Feeling Berlin, für die er mit dem damals 18-jährigen Gitarristen Heiko Paul Hiersche (heute Paul Landers), dem etwa gleichaltrigen Drummer Alexander Kriening und dem erst 16-jährigen Keyboarder Christian Flake Lorenz drei deutlich jüngere Mitmusiker verpflichtete. Da es in Berlin bereits eine Kapelle mit diesem Namen gab, benannte sich die Gruppe kurze Zeit später in Feeling B um. Kriening verließ die Band nach etwa eineinhalb Jahren und spielte dann eine Zeitlang bei der Band Rosa Extra (später Hard Pop).
Bei Feeling B übernahm Rompe das Mikrofon. Seine markante Stimme, sein anarchisch anmutender Gesangsstil sowie die schnelle, punkig-amateurhafte Musik mit zumeist verspielt-fiependen Keyboardmelodien wurden zum Markenzeichen der Band, die nach dem Weggang von Kriening im Jahr 1984 bis zur Trennung 1993 nur noch aus Rompe, Lorenz und Landers sowie Gastmusikern bestand.
In der Rückschau berichteten Rompes Bandkollegen nebst Gastmusikern, dass der Feeling-B-Sänger immer wieder Probleme mit dem Rhythmus- und Taktgefühl hatte. Dies versuchten seine Mitmusiker auszugleichen. Der dritte Gast-Drummer von Feeling B, Christoph Schneider, heute Schlagzeuger bei der Band Rammstein, sagte dazu in einem Interviewbuch, das 2002 über Feeling B erschien:

„Für die musikalische Verzettelung untereinander hatten wir einen eigenen Begriff: Aljoschen. Den benutzen wir heute noch, das sagen wir noch manchmal zu Till (Till Lindemann, Rammstein-Sänger), wenn er nicht im Rhythmus singt. (…) Er (Aljoscha) setzte an den falschen Stellen ein und sang eine ganze Strophe stur falsch durch. Bei Feeling B war es für uns irgendwann einfach, wir haben uns alle angeschaut und sind auf den richtigen Takt gewechselt.“

Rompes eigentliche Stärke beschreiben Weggefährten bis heute im kreativ-netzwerkenden Bereich. Durch seine umfangreichen Kontakte und sein aufgeschlossen-unbekümmertes Wesen konnte er Menschen motivieren und mitreißen. Auf diese Weise verschaffte er seiner Band in den ersten Jahren viele Auftritte und trug so dazu bei, dass Feeling B als Amateurgruppe in der DDR einen hohen Bekanntheitsgrad erreichte – bis hin zu einer Mitwirkung im 1988er DEFA-Film Flüstern & SCHREIEN – Ein Rockreport. Für diese Produktion war die Band ursprünglich nicht vorgesehen. Sie wurde am Ende aber durch zufällige Umstände und Rompes beharrliches Werben beim Kamerateam einer der Protagonisten des Films und durfte in der Folge im Jahr 1989 die erste offizielle Punkmusikplatte des DDR-Labels Amiga aufnehmen. Sie erschien Anfang 1990 in einer Auflage von 15.000 Stück. Seine zwei Bandkollegen Lorenz und Landers, denen heute oft der größere Anteil an der musikalischen Ausgestaltung der Gruppe zugesprochen wird, bezeichneten ihn aufgrund derartiger Initiativen und Erfolge stets als Kopf der Band, sich selbst als die Füße.
Die Band probte grundsätzlich nur wenig und spielte aufgrund von Rompes Haltung zum Thema Kommerz und Kapitalismus viele Jahre ganz bewusst auf Amateurniveau. Hierzu berichtete Keyboarder Flake Lorenz in einem Interviewbuch Anfang der 2000er-Jahre:

„Das erste, was uns Aljoscha beibrachte, war, dass Geld den Menschen versaut. Und damit hat er sehr recht gehabt! Aljoscha ist häufig in den Westen gefahren, er galt ja als Schweizer. Wenn wir irgendwas bei ihm bestellt haben, mussten wir bezahlen, und zwar im Voraus. (…) Aljoscha hat uns wirklich ein sehr gutes Verhältnis zum Geld beigebracht, auch generell zum Westen.“

Bandkollege Paul Landers ergänzte im selben Buch:

„Aljoscha erzählte uns grauenhafte Geschichten über den Westen und die Leute dort. In den Dörfern messen sie ihren Rasen zentimetergenau ab, die Feldwege sind geteert und in den Autowerkstätten haben die Monteure Kittel an. Wir haben uns weggeschmissen vor Lachen.“

Eine wichtige Erwerbsquelle in der Frühphase der Band war der Verkauf von selbstgebasteltem Modeschmuck. Hierzu brachte Rompe nach Aussagen seiner Bandkollegen von seinen Fahrten nach Westdeutschland versilberten Kupferdraht mit, den die Musiker zu Ohrringen verarbeiteten. Den Erlös verwaltete Rompe.
Dass Feeling B bei zunehmendem Bekanntheitsgrad für eine Amateurband gar nicht mehr so schlecht verdiente, ließ Rompe seine jungen Bandkollegen nach Aussagen von manchen Wegbegleitern lange Zeit offenbar nicht wissen. So berichtet Uwe Hager, Organisator des inoffiziellen Steinbrücken Festivals, bei dem Feeling B ab 1987 bis zur Trennung jedes Jahr auftrat:

„In der Anfangszeit hat Aljoscha Paul und Flake knappgehalten, was Gagen betraf. (…) Aljoscha ist mal so tütenzu gewesen, dass er ihre Gage nicht mehr in Empfang nehmen konnte. Also habe ich Paul die Gage gegeben und da hat Paul gestaunt und gefragt, so viel Kohle kriegen wir immer? Das war eben nicht so schön. Aljoscha vertrat da seine Geldphilosophie, den Jungs bloß nicht so viel Geld geben, das versaut den Charakter.“

Gitarrist Landers berichtete im Jahr 2002, es habe pro „normales“ Konzert eine Gage in Höhe von 1500 Ost-Mark gegeben. Davon erhielten die am Konzert beteiligten Musiker – auch die Gäste – je nur 150 Mark ausgezahlt. Der Rest sei in eine sogenannte Actionkasse geflossen, aus der die Band größere Unternehmungen wie einen Rundflug über Rügen oder ein Jubiläumsessen zum fünfjährigen Bestehen bestritten habe. Diese Privatunternehmungen hätten jedoch nur die festen Bandmitglieder genossen, somit seien die Gastmusiker die Übervorteilten gewesen.

## Schweizer Staatsbürgerschaft
Den Schweizer Pass erhielt Aljoscha Rompe auf sein Bestreben hin im Jahr 1980. Als Sohn des 1975 gestorbenen Schweizers Jessen/Kübler hatte er aufgrund des in der Schweiz geltenden Abstammungsprinzips Anrecht auf die Schweizer Staatsbürgerschaft. Er stellte den Antrag ohne Wissen seiner Eltern, aus Sorge, diese könnten seinen Vorstoß aufgrund ihrer Machtposition in der DDR be- oder verhindern.
Mit 14 Jahren hatte Aljoscha Rompe gleichwohl den Personalausweis der DDR erhalten und wurde darum nach eigenen Angaben bei Antragstellung als DDR-Bürger geführt. Da seine Eltern jedoch versäumt hatten, bei seiner Geburt oder in den Folgejahren ein formelles DDR-Einbürgerungsverfahren zu beantragen, war Rompe formal Schweizer. Kurz vor seinem Tod sagte Rompe im Jahr 2000, er habe zwei Jahre benötigt, um dies nachweisen und mit seinem Schweizer Pass auch ungefährdet die innerdeutsche Grenze passieren zu können. Nach Anerkennung seiner Schweizer Staatsbürgerschaft musste Rompe seinen DDR-Ausweis abgeben und lebte fortan mittels einer Aufenthaltserlaubnis in der DDR.
Die Reisefreiheit nutzte Rompe immer wieder, um Instrumente und Ausrüstung aus West-Berlin in die DDR einzuführen. Darüber hinaus ermöglichte sie ihm, sich in West-Berlin an der Freien Universität Berlin als Student der Theaterwissenschaften einzuschreiben. Er bekam hierfür ein Schweizer Stipendium, tauschte die Beträge in Ost-Mark um und konnte so über einige Zeit sein Leben und seine Projekte – allen voran Teile des Equipments für die zwar szenebekannte, aber kommerziell eher mäßig erfolgreiche Amateurband Feeling B – finanzieren. So erwarb er unter anderem schon früh als Bandbus ein ausgemustertes Entstörfahrzeug der Marke Robur LO, den sich die Band als eine Art Wohnmobil ausbaute. Der „LO“, wie ihn die Band von Anfang an nannte, glänzte vor allem durch Unzuverlässigkeit – viele Male blieben die Musiker mit dem Fahrzeug liegen.

## Wirken im Prenzlauer Berg
Nach ersten Jahren in der Metzer Straße im Bezirk Prenzlauer Berg zog Rompe am 7. Oktober 1979 in eine Dachwohnung in der Fehrbelliner Straße 7, die er ebenso wie die vorherige Unterkunft besetzte. Seinem Weggefährten Carlo Jordan zufolge war das Hinterhaus der Fehrbelliner 7 zu diesem Zeitpunkt schon fast komplett von jungen Alternativen besetzt worden – Rompe habe als erster auch eine Wohneinheit im Vorderhaus als zunächst Illegaler belegt. Durch eine dreimalige, von Vermieterseite akzeptierte Mietzahlung – damals die Kommunale Wohnungsverwaltung (KWV) – galt man Jordan zufolge seinerzeit als anerkannt.
Die Adresse Fehrbelliner Straße 7 ist bis heute ein Begriff im Zusammenhang mit dem Thema Jugendopposition in der DDR. Auch Carlo Jordan und andere Aktive der 1986 ins Leben gerufenen DDR-Friedens-, Umwelt- und Dritte-Welt-Bewegung mit dem Namen Umwelt-Bibliothek lebten damals unter dieser Adresse. Darüber hinaus wohnte hier mit Günther Spalda auch ein Musiker der 1981 gegründeten Avantgardepunkband Rosa Extra (Hard Pop). Eine konspirative Wohnung des Ministeriums für Staatssicherheit soll sich laut der Internetplattform jugendopposition.de, einem Kooperationsprojekt der Bundeszentrale für politische Bildung und der Robert-Havemann-Gesellschaft e.V., direkt auf der gegenüberliegenden Straßenseite befunden haben.
Schon in den Siebzigerjahren war Rompe in verschiedenen kulturoppositionellen Gruppen aktiv gewesen, beispielsweise gemeinsam mit Jordan im Berliner Jugendklub Box in der Boxhagener Straße in Berlin-Friedrichshain. Seine Wohnung an der Fehrbelliner Straße wurde nach seinem Einzug zum Anlaufpunkt für alternative Jugendliche aller Art, dazu gehörten auch Angehörige der damaligen Punkszene wie der heutige Schauspieler, Regisseur und Musiker Bernd Michael Lade und seine Gruppe Planlos. Rompe hatte die Band während seiner Zeit an der Metzer Straße 14 kennengelernt, wo sich deren Proberaum befunden hatte. Als dieser 1983 von der Stasi durchsucht wurde, bot Rompe den Musikern seine Dachwohnung in der Fehrbelliner Straße 7 als Probenraum an. Auch die 1983 formierte Band Die Firma und Rompes im selben Jahr entstandene eigene Gruppe Feeling B nutzten seine Räume dafür.
1990 besetzte Rompe das nur eine Straße entfernt liegende leerstehende Gebäude Schönhauser Allee 5, das 32 Wohnungen in einem Vorder- und einem Hinterhaus umfasste, mit dem Ziel, dort eine Kulturstätte mit Konzerten, Bandproberäumen und anderen Orten für kreatives Schaffen zu etablieren. Er gründete mit Gleichgesinnten den Verein Unabhängige Autonome Aktion Wydoks, der Verein erhielt die Genehmigung der kommunalen Wohnungsverwaltung, die Wohnungen innerhalb einer Frist an neue Mieter zu vergeben und so aktiv Einfluss auf die Bewohnerauswahl zu nehmen. Rompe erhielt eine ABM-Stelle und war gemeinsam mit einem Mitstreiter Koordinator für Jugend und Medien in dem Haus. Das Grundprinzip des Hauses ähnelte dem einer Kommune, es kam Wegbegleitern zufolge jedoch oft zu Auseinandersetzungen zwischen den Bewohnern des Vorder- und Hinterhauses, von denen viele der Punkszene angehörten. Das Haus ging 1998 in den Besitz eines Investors über. Rompe lebte dort bis 1999, bis er als letzter Bewohner im Mai des Jahres das Haus verließ. Zuvor hatte Rompe Strafanzeige gegen den Investor gestellt. Er warf diesem Nötigung vor, zwei „Schlägertypen“ hätten ihn am 17. Mai bedroht, geschlagen und gezwungen, die Kündigung seines Mietvertrags zu unterzeichnen. Der Investor stritt dies ab.

## Bespitzelung und Haft
Rompe wurde von 1972 bis 1989 durchgehend vom Ministerium für Staatssicherheit (MfS) überwacht. Das MfS bediente sich dabei verschiedener Mittel, beispielsweise der Verhängung von Untersuchungshaft, des Einsatzes Inoffizieller Mitarbeiter, der Postüberwachung und der Observierung. Am 3. Februar 1978 wurde gegen ihn wegen Mitwirkung an dem als staatsfeindlich eingestuften Bonzen-Angst-Kalenders 1978 Haftbefehl erlassen. Er saß drei Monate in Untersuchungshaft. Er kam im Vergleich zu anderen an der Kalenderaktion Beteiligten deutlich früher frei. Das Ermittlungsverfahren gegen ihn wurde eingestellt, während die drei weiteren Beteiligten Haftstrafen zwischen knapp zweieinhalb und dreieinhalb Jahren bekamen und danach des Landes verwiesen wurden. Im Nachgang berichteten Wegbegleiter Aljoscha Rompes, dass dessen Eltern dem Ministerium für Staatssicherheit in diesem Zeitraum eines von drei Häusern aus dem Familienbesitz auf der Ostseeinsel Hiddensee abtraten bzw. für 20.000 Ost-Mark günstig verkauften. Die Immobilie solle in der Folgezeit bis zur Wende regelmäßig von Markus Wolf, damals Leiter der Hauptverwaltung Aufklärung der Stasi, als Feriendomizil genutzt worden sein. Rompe selbst glaubte, dass ihm ein in westlichen Zeitungen erschienener Artikel über die Verhaftung eines Funktionärssohns vor längerer Haft verschont hatte. Diesen hatte sein Studienfreund Carlo Jordan in die Wege geleitet, um Rompe zu helfen. Belege für einen Zusammenhang dieser Geschehnisse gibt es allerdings nicht.
Als das MfS 1990 aufgelöst wurde, arbeitete Rompe in der Operativen Gruppe der AG Sicherheit des Zentralen Runden Tisches aktiv mit. Er arbeitete beim Stasiauflösungskomitee mit und bereitete mit Freunden die Organisation und den Aufbau eines Stasimuseums vor, das gleichzeitig als allgemeines Geheimdienstmuseum gelten sollte. Das Museum, das er entgegen seiner Planung selbst nicht realisierte, für das er aber seinerzeit zahlreiche Exponate auswählte und in einem Gebäude in der Berliner Normannenstraße „zwischenlagerte“, existiert seit November 1990 an ebenjener Stelle und trägt den Namen Forschungs- und Gedenkstätte Normannenstraße.

## Trennung von Feeling B und weiterer Lebensweg
Rompes Band Feeling B trennte sich in der Weihnachtszeit 1993, als seine beiden festen Co-Musiker Paul Landers und Flake Lorenz nach einem Konzert in der Berliner Kulturbrauerei ausstiegen. Nach drei gemeinsamen Alben hatten sich die Musiker kurze Zeit zuvor nicht mehr auf einen gemeinsamen musikalischen Stil einigen können. Landers, Lorenz und der bereits ausgeschiedene Gastdrummer Schneider hatten im Jahresverlauf ein viertes, stilistisch verändertes Album vorbereitet. Dies lehnte Rompe aber ab, als seine Bandkollegen es ihm nach seiner Rückkehr von einem Auslandsaufenthalt vorspielten.
Landers und Lorenz schlossen sich Anfang 1994 dem neuen, damals noch unbekannten Bandprojekt Rammstein an, bei dem Schneider zu den Gründungsmitgliedern zählte. Die Band Feeling B gab in alter Besetzung zu Pfingsten 1994 noch ein Abschiedskonzert beim Steinbrücken Festival. Rompe war danach weiterhin als Sänger aktiv – nun ausschließlich in seinem bisherigen Musik-Nebenprojekt Santa Clan, das er in Aljoscha und der Santa Clan umbenannte.
Ende 1997/Anfang 1998 reaktivierte er Feeling B mit zwei neuen Musikern. Die Gruppe spielte zunächst die alten Feeling-B-Songs nach, entwickelte aber auch neue Lieder in einem um Technoelemente erweiterten Musikstil. Die Gruppe konnte an die Popularität der alten Formation zu Ostzeiten nicht mehr anknüpfen. Auch gab es einem Bandkollegen zufolge immer häufiger Konzertausfälle, da Rompe unter dem Einfluss von Drogen stand. Feeling B neu gab am 2. Oktober 1999 in Weißwasser/Oberlausitz ihr letztes Konzert.
In den Neunzigerjahren widmete sich Rompe zunehmend esoterischen Themen. Er begann aus Angst vor vergifteten Nahrungsmitteln, alle Speisen auszupendeln und unterzog sich mehrfach strengen Fastenkuren, experimentierte mit Sauerstofftherapieformen und erwarb Geräte, die die Strahlungen im Raum positiv beeinflussen sollten. Er ließ sich unter anderem einen Orgonakkumulator bauen und war Anhänger der Theorien von Wilhelm Reich. Weggefährten berichten, dass er in dieser Zeit zunehmend das Interesse an und den Kontakt zu seinem sozialen Umfeld in Berlin verlor.

## Tod und Gedenken
Aljoscha Rompe starb mit 53 Jahren in der Nacht des 23. November 2000 in seinem in Berlin-Prenzlauer Berg in der Nähe der Schönhauser Allee 5 abgestellten Wohnmobil an einem schweren Asthmaanfall. Am Abend war er noch mit Freunden ausgegangen und hatte auch dort Probleme mit Asthma gehabt, an dem er zeit seines Lebens litt.
Freunde, ehemalige Bandmitglieder und andere Weggefährten würdigten Rompe und sein Schaffen am 19. Dezember 2000 – zunächst bei einer Trauerfeier auf dem Zentralfriedhof Friedrichsfelde, dem sogenannten Friedhof der Sozialisten, abends bei einem Gedenkkonzert in der Berliner Kulturbrauerei. Hier traten neben seinen neuen Feeling-B-Mitmusikern aus den späten Neunzigerjahren auch viele musikalische Wegbegleiter der Siebziger- und Achtzigerjahre auf, darunter zahlreiche andere Bands wie Der gelbe Wahnfried, die Bolschewistische Kurkapelle schwarz-rot und die anderen. Auch seine Feeling-B-Altkollegen Flake Lorenz, Paul Landers und Christoph Schneider, die seit dem Ausstieg bei Feeling B alle bei der Band Rammstein erfolgreich sind, gaben ein Kurzkonzert. Sie spielten an diesem Abend unter dem Namen Die Magdalene Keibel Combo – ein altes Nebenprojekt von Landers und Lorenz aus den Achtzigerjahren – vier Songs aus dem Repertoire von Feeling B und der Keibel-Combo.
Am Tag der Trauerfeier textete die Berliner Zeitung:

„Die Band, in der kaum einer sein Instrument beherrschte und deren wichtigste Forderung lautete ‚Mix mir einen Drink‘, bekam eine Einstufung als ‚Band der Sonderstufe‘. So konnte sie von den Veranstaltern gutes Honorar und Kilometergeld verlangen. Die Plattenaufnahmen im Amiga-Studio arteten in wilde Grillfeiern aus, Hunderte Gäste strömten in den Hof in der Brunnenstraße. Feeling B schafften es mit dem Gebrüll Rompes, bretternden Gitarren und einem quakigen Casio-Getüdel als einzige DDR-Band, eine volkseigene Platte mit echtem Garagensound zu bespielen.“

Wenige Tage zuvor hatte die taz geschrieben:

„Alle Welt war sich einig, dass Aljoscha nicht singen konnte, aber das war ganz entschieden nicht sein Problem. Er sang. Er sang laut. Gitarrist Paul Landers und Bassist/Casioexperte Flake Lorenz lieferten dazu den hektisch galoppierenden Sound von Feeling B, die allein schon durch ihr Dasein und diesen Rhythmus vielen vormachten, dass alles ging, wenn man sich nur traute.“

Rompe wurde auf dem Inselfriedhof Hiddensee bestattet, wo auch sein Stiefvater begraben liegt.
Aljoscha Rompe war Vater einer Tochter. Beide sind sich jedoch nie persönlich begegnet.
Im Jahr 2014 veröffentlichte der Autor Lutz Seiler den Roman Kruso, der auf der Insel Hiddensee spielt und dessen Titelheld deutlich erkennbar Ähnlichkeit mit Aljoscha Rompe aufweist.

## Filme
Aljoscha Rompe dokumentierte ab 1989 einige Jahre lang die Entwicklung der Hausbesetzer- und Musikerszene in Berlin-Prenzlauer Berg. Aus seinem bisher unveröffentlichten Nachlass entstand der Film Was sieht ein Chamäleon, wenn es in den Spiegel sieht (2007, Regie: Matthias Aberle), welcher sich aus einigen seiner Kurzfilme und Dokumentationen zusammensetzt.
Zudem ist Rompe gemeinsam mit seiner Band Feeling B in der 1988 veröffentlichten DEFA-Produktion flüstern & SCHREIEN – Ein Rockreport zu sehen, bei der die Band gemeinsam mit Ostrockgruppen wie Silly, Sandow und Chicorée porträtiert wurde.
Seit 2019 werden die dokumentarischen Aufnahmen als Kollektion Wydoks über die Archivplattform Progress Film zugänglich und lizenzierbar gemacht.

## Radio
Rompe betrieb seit 1990 bis etwa 1994 den Piratensender Radio P, der wechselnd aus den besetzten Häusern in der Schönhauser Allee Nr. 5 und Nr. 20 und dem Kunsthaus Tacheles sendete.